# 约翰·弗吕·恩迪
约翰·弗吕·恩迪（法語：John Fru Ndi，1941年7月7日—2023年6月12日）生于巴门达附近的Baba II，喀麦隆政治人物。1990年他创立了反对党社会民主阵线（SDF）。1992年5月召开的普通国民大会上被选为SDF主席。他作为SDF的代表参加了多次大选。